# Hartmannsdorf-Reichenau

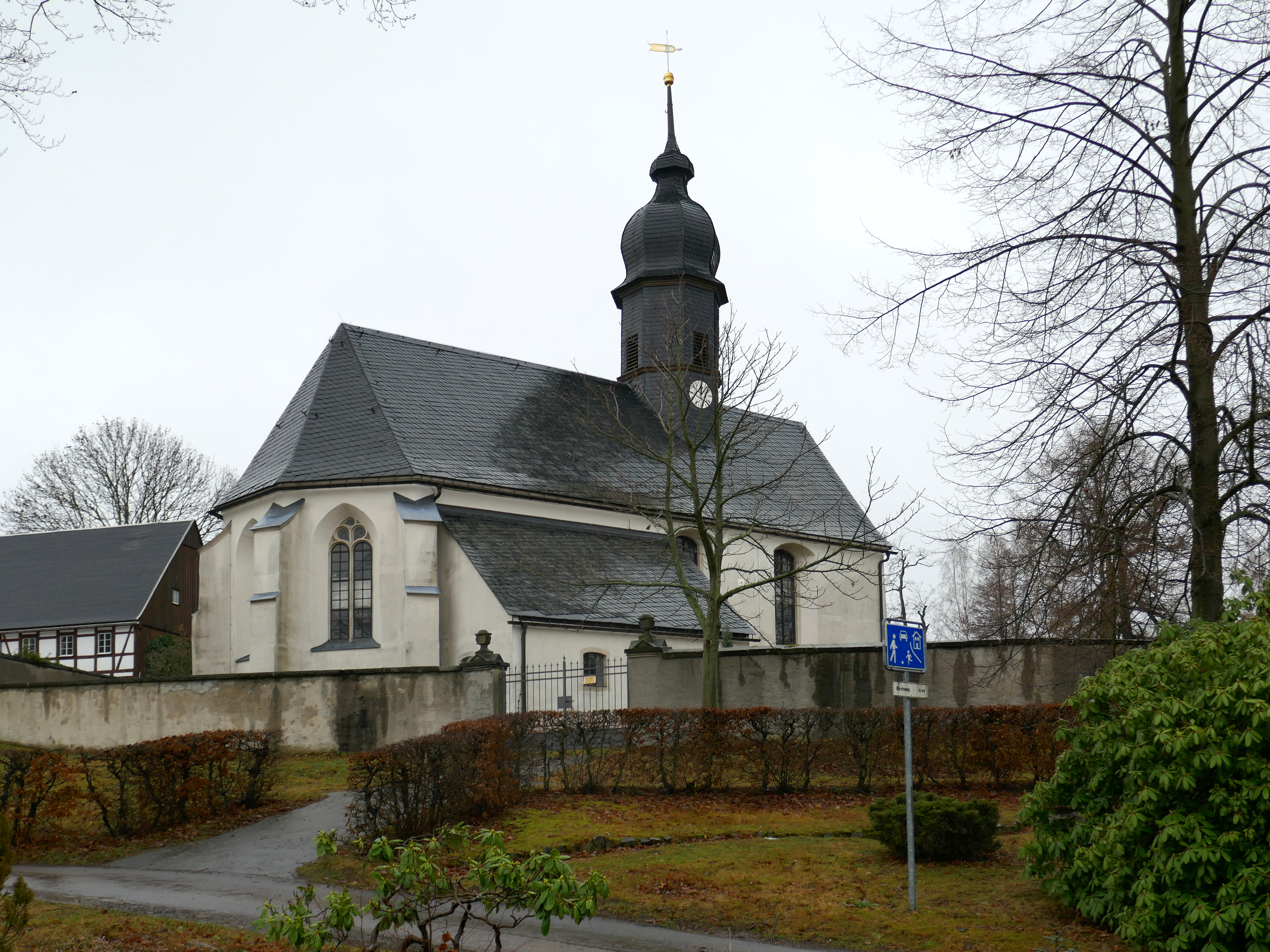
Laurentiuskirche, Kirchweg 51, Hartmannsdorf

Hartmannsdorf-Reichenau ist eine Gemeinde im Landkreis Sächsische Schweiz-Osterzgebirge in Sachsen. Die Gemeinde besteht aus den beiden Ortsteilen Hartmannsdorf und Reichenau. Sie ist Teil der Verwaltungsgemeinschaft Klingenberg.

## Geographie
Hartmannsdorf-Reichenau liegt im Osterzgebirge, etwa 35 km von Dresden entfernt, in der Nähe der Stadt Frauenstein. Östlich der Gemeinde befindet sich die Talsperre Lehnmühle, die die Wilde Weißeritz staut. Weitere Nachbarorte sind Hennersdorf, Röthenbach und der Geburtsort von Gottfried Silbermann, Kleinbobritzsch.

## Geschichte

### Gemeindegeschichte
Hartmannsdorf-Reichenau entstand am 1. Januar 1994 durch den Zusammenschluss der bis dahin eigenständigen Gemeinden Hartmannsdorf und Reichenau. Die Gemeindeverwaltung befindet sich seitdem in Reichenau. Die Gemeinde war von 1994 bis 2008 dem Weißeritzkreis angehörig. Seit dem 1. August 2008 ist Hartmannsdorf-Reichenau Teil des Landkreises Sächsische Schweiz-Osterzgebirge.
Hartmannsdorf-Reichenau plante zu Beginn der 2010er Jahre eine Fusion mit der Stadt Frauenstein und der Gemeinde Rechenberg-Bienenmühle im benachbarten Landkreis Mittelsachsen, allerdings wurde im August 2012 der dazu nötige Landkreiswechsel durch das Sächsische Innenministerium nicht genehmigt.

### Entwicklung der Einwohnerzahl
Am Tag der Gemeindegründung lebten 1361 Menschen in Hartmannsdorf-Reichenau. Seitdem entwickelte sich die Einwohnerzahl wie folgt:
| Jahr | Einwohner |
| ---- | --------- |
| 1995 | 1376      |
| 2000 | 1338      |
| 2005 | 1243      |
| 2010 | 1130      |
| 2015 | 1071      |
| 2020 | 1011      |

## Politik
- Wählergruppe: 6
- KBBH: 4

### Gemeinderat
Seit der Gemeinderatswahl am 9. Juni 2024 verteilen sich die 10 Sitze des Gemeinderates folgendermaßen auf die einzelnen Gruppierungen:
- Wählerinitiative Reichenau (WIR): 6 Sitze
- Kommunale Bürgerbewegung Hartmannsdorf (KBBH): 4 Sitze

| Liste                                  | 2024   | 2024   | 2019   | 2019   | 2014   | 2014   |
| Liste                                  | Sitze  | in %   | Sitze  | in %   | Sitze  | in %   |
| -------------------------------------- | ------ | ------ | ------ | ------ | ------ | ------ |
| Wählerinitiative Reichenau             | 6      | 56,2   | 6      | 51,7   | 5      | 47,4   |
| Kommunale Bürgerbewegung Hartmannsdorf | 4      | 48,3   | 4      | 48,3   | 5      | 45,0   |
| CDU                                    | –      | –      | –      | –      | –      | 7,6    |
| Wahlbeteiligung                        | 77,8 % | 77,8 % | 77,2 % | 77,2 % | 64,5 % | 64,5 % |

### Bürgermeister
Bürgermeister ist seit 2021 Michael Börner (WIR).
| Wahl | Bürgermeister   | Vorschlag | Wahlergebnis (in %) |
| ---- | --------------- | --------- | ------------------- |
| 2021 | Michael Börner  | WIR       | 56,7                |
| 2015 | Reinhard Pitsch | Pitsch    | 73,5                |
| 2008 | Reinhard Pitsch | Pitsch    | 96,5                |
| 2001 | Reinhard Pitsch | Pitsch    | 97,2                |
| 1994 | Reinhard Pitsch | Pitsch    | 74,4                |

### Wappen
Das Wappen der Gemeinde ziert die Talsperre Lehnmühle.

## Gedenkstätten
- Grabstätte auf dem Ortsfriedhof für fünf unbekannte KZ-Häftlinge eines Todesmarsches wahrscheinlich aus dem Außenlager Nossen/Roßwein des KZ Flossenbürg, die im April 1945 von SS-Männern ermordet wurden

## Kultur und Sehenswürdigkeiten

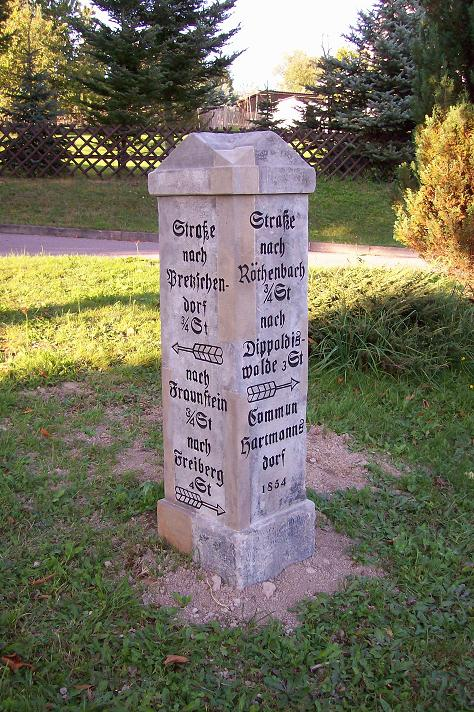
Wegweisersäule von 1854 im Ortsteil Hartmannsdorf am Richterteich

- St.-Laurentiuskirche Hartmannsdorf: die Kirche ist wahrscheinlich gleich bei der Besiedelung um 1200 als hölzernes Bauwerk errichtet worden, als schlichtes rechteckiges Gebäude und später dann in Stein ausgeführt. Die Kirche wurde bei Gründung des Ortes sofort mit in den Bebauungsplan aufgenommen, da sie mit in die Reihe der Hufen eingegliedert wurde. Im Jahr 1346 erfolgte die erste urkundliche Erwähnung in einem Matrikel des Bistums Meißen. 1512 gab es einen Anbau der Apsis. 1743 und 1850 folgte der Anbau der Vorhallen.
- Talsperre Lehnmühle: östlich von Hartmannsdorf liegt die 1927 bis 1931 errichtete Talsperre, welche aufgrund ihrer geraden Gewichts-Staumauer eine Besonderheit darstellt. Sie dient dem Hochwasserschutz sowie der Trinkwasserversorgung der Umgebung und auch für Dresden. Ihr Stauinhalt liegt bei 23 Millionen Kubikmetern. Die Staumauer ist 50 m hoch und 520 m lang. Bei extremem Niedrigwasser, so 1975 und 2018, gibt die Talsperre den Blick auf den versunkenen Ort Steinbrückmühle frei, der einst zu Hartmannsdorf-Neubau zählte.
- Hartmannsdorfer Schweiz: unterhalb der Talsperre befinden sich bis zu 20 m hohe Felsen, in welchen sich Teile der Dorfbevölkerung im Zweiten Weltkrieg versteckten.
- Alte Schanze im Weißeritztal: die Skisprungschanze (Name: Schanze der Zukunft) war in den 1950er Jahren der Treffpunkt der Dorfjugend im Winter. Sie wurde innerhalb mehrerer Jahre von Hans Neubert aus Frauenstein erbaut, der diese mit weiteren Skisprungbegeisterten in den Berg grub.
- Technisches Denkmal Weicheltmühle im Gimmlitztal
- Wegweisersäulen und -steine sowie königlich-sächsische Meilensteine
  - Fünf historische Wegweisersäulen und -steine befinden sich in der Ortslage sowie zwei Königlich-sächsische Meilensteine aus der Zeit von 1859 bis 1865 an der ehem. Freiberg-Teplitzer Poststraße, ein Abzweigstein Ecke Kammstraße/Butterstraße und ein Halbmeilenstein am Parkplatz Weicheltmühle. Das Original des Halbmeilensteines ist mit zwei originalen Wegweisersteinen aus dem Ortsteil Reichenau im Gemeindeamt eingelagert.

### Sport
In der Umgebung existieren viele Wanderwege, außerdem gibt es viele Strecken zum Freeride-Mountainbiken. Im Winter sind teilweise Langlaufloipen gespurt.
In Hartmannsdorf gibt es den Hartmannsdorfer SV Empor 1922, der seine Heimspiele auf dem Hartmannsdorfer Waldsportplatz absolviert.

### Naturschutz
- Siehe auch: Liste der Naturdenkmale in Hartmannsdorf-Reichenau

## Persönlichkeiten
- Johann Christoph Arnold (* 10. März 1763 in Hartmannsdorf b. Frauenstein; † 6. August 1847 in Dresden), Buchhändler, Verleger
- Arno Franke (* 27. September 1876 in Reichenau; † 11. Juli 1955 in Berlin), Journalist und Politiker